# Brachynema ramiflorum
Brachynema ramiflorum är en tvåhjärtbladig växtart som beskrevs av George Bentham. Brachynema ramiflorum ingår i släktet Brachynema och familjen Olacaceae. Inga underarter finns listade i Catalogue of Life.